# 2반 이희수
《2반 이희수》는 대한민국의 2025년 3월 28일 부터 공개 중인 BL, 로맨스 헤븐리 오리지널 드라마이다.

## 줄거리
사랑도 우정도 쉬운 게 하나 없는 K-고딩 희수의 파란만장 청춘 성장 로맨스!

## 등장 인물
- 안지호 : 이희수 역
- 조준영 : 주찬영 역
- 이상준 : 김승원 역
- 김도연 : 최지유 역